# Leonid Majkov
Leonid Nikolajevitj Majkov (ryska: Леонид Николаевич Майков), född 28 mars 1839 i Sankt Petersburg, död där 3 april 1900, var en rysk litteraturforskare. Han var bror till Apollon och Valerian Majkov.
Majkov promoverades 1863 för en avhandling om den ryska folkepiken, O bylinach Vladimirova cikla, och tjänstgjorde från 1864 i ryska finansministeriet. Han tillhörde den centrala statistiska kommittén och deltog i internationella statistiska kongresser. År 1882 blev han assisterande föreståndare vid offentliga biblioteket Publitjnoj biblioteki i Sankt Petersburg. Han invaldes 1889 i ryska Vetenskapsakademien, där han 1893 blev vice president.
Majkovs studier över den ryska litteraturen under 1600- och 1700-talen utgavs i bokform 1889–1893 under titeln Otjerki iz istorii russkoj literatury XVII i XVIII v. Hans undersökningar om Rysslands äldre litteratur samlades 1890–1891 i Materialy i izsledovanija po starinnoj russkoj literature. Förtjänstfull är hans utgåva av Konstantin Batiusjkovs dikter med biografi. Majkov var 1872–1886 president för etnografiska avdelningen av Geografiska sällskapet och redigerade en del av dess skrifter.